# Delaware (Nueva York)
Delaware es un pueblo ubicado en el condado de Sullivan en el estado estadounidense de Nueva York. En el año 2000 tenía una población de 2,719 habitantes y una densidad poblacional de 30 personas por km².

## Geografía
Delaware se encuentra ubicado en las coordenadas 41°45′40″N 74°0′8″O / 41.76111, -74.00222. Según la Oficina del Censo, la ciudad tiene un área total de 91,5 km² (35,3 mi²), de la cual 90 km² (34,7 mi²) es tierra y 1,5 km² (0,6 mi²) (1.67%) es agua.

## Demografía
Según la Oficina del Censo en 2000 los ingresos medios por hogar en la localidad eran de $40,145, y los ingresos medios por familia eran $45,875. Los hombres tenían unos ingresos medios de $37,700 frente a los $22,885 para las mujeres. La renta per cápita para la localidad era de $17,884. Alrededor del 20% de la población estaban por debajo del umbral de pobreza.